# 塞繆爾·斯圖普
塞繆爾·斯圖普（Samuel·I·Stupp，1951年1月9日在哥斯达黎加圣何塞出生），是伊利诺伊州芝加哥西北大学材料科学，化学及医学董事会教授。他以其在自组装材料和超分子化学方面的工作而闻名。Stupp最著名的发现之一是两亲性多肽，该物质可以自组装成高纵横比的纳米纤维，并在再生医学中有着广泛应用。Stupp还在超分子化学，纳米以及有机电子材料技术领域有着杰出贡献。他拥有300余篇经过同行评审的出版物，并且是2000-2010这十年间被引用最多的100位化学家之一。 

## 教育和学术生涯

### 早年生活和教育
Stupp出生于哥斯达黎加的圣何塞，来自于一个东欧犹太移民家庭，高中就读于里塞奥（Liceo de Costa Rica），1968年就读于美国加州大学洛杉矶分校（UCLA），并于1972年获得本科化学学位。之后他进入西北大学在斯蒂芬·卡尔（Stephen Carr）的研究组研究电偏振的聚合物的分子起源，并于1977获得了博士学位。 

### UIUC的研究经历
Stupp于1977年在西北大学担任助理教授，开始了他的独立研究生涯，但是在三年之后他转到UIUC，在材料科学与工程，化学与生物工程学系任教。在UIUC，他的研究重点是材料化学和自组装。 

### 西北大学的研究经历
1999年，Stupp返回西北大学，担任材料科学，化学和医学院的董事会教授。2000年，他还被任命为新建于芝加哥市区的西北大学医学院的生物纳米医学技术研究所（IBNAM）的主任。 
Stupp在返回西北大学不久后，其研究便有了重大突破。2001年，Stupp和博士后研究员Jeffrey Hartgerink发现了一类新的两亲性多肽，它们具有自组装成能模仿细胞外基质成分的纳米级细丝的能力。这些两亲性多肽由一个与特殊设计的肽序列相连的疏水烷基尾部组成，可在水中自主形成高纵横比的纳米纤维，并在其表面呈现极高的生物信号密度。这些分子彻底改革了再生医学生物活性材料领域，其潜在的应用包括：骨骼和软骨再生，用于局部缺血或外周动脉疾病的血管生成，癌症治疗，神经退行性疾病的新疗法，干细胞分化，脊髓损伤，糖尿病，和许多其他领域。 
另外，Stupp的实验室正在进行分层自组装，太阳能新材料和自组装催化系统的基础研究。 

## 专业成就
Stupp已发表包括Science, Nature，JACS在内的300余篇顶级学术期刊。他同时还拥有20多项专利，并创立了一家名为Nanotope的公司，将其两亲性多肽技术商业化。Stupp还被汤普森路透社列为2000-2010十年间被引用次数最多的100位化学家之一。迄今为止，他共指导了数百名研究生和博士后。 
Stupp在其职业生涯中获得了无数奖项，包括能源部材料化学杰出科学成就奖，洪堡美国高级科学家奖，材料研究学会奖章和高分子化学方向美国化学学会奖。他是包括材料研究学会，世界生物材料大会，美国科学促进协会和美国物理学会在内的数个专业学会的成员。他拥有埃因霍温科技大学（Eindhoven University of Technology）的荣誉学位和杰出的教授职位，以及哥斯达黎加国立大学(National University of Costa Rica)的荣誉教授职位。Stupp曾是斯特拉斯堡大学(University of Strasbourg)（由Jean-Marie Lehn邀请）的客座教授，并在École Superieure de Physique et de Chimie Industrielles（由已故的Pierre-Gilles de Gennes邀请）担任朱利叶特·居里教授，在MIT担任Merck-Karl Pfister有机化学访问教授。Stupp曾在美国和欧洲的许多科学顾问委员会任职，还是多个科学期刊编辑委员会的成员。2012年2月9日，他当选为美国国家工程院院士。 
2001年，应白宫经济委员会和美国国家工程院的邀请，他主持了《国家纳米技术计划》的首次述评。在2012年春季美国化学会上，他以“再生医学化学”为主题进行演讲，并被ACS授予2013年罗纳德·布雷斯洛仿生化学成就奖。 

## 个人生活
Stupp于1972年与Dévora Grynspan结婚。他们目前居住在伊利诺伊州芝加哥。他的姐姐Roxana Stupp也居住在芝加哥并任UIUC残疾人资源中心的主任。 